# Magnus von Wright
Magnus von Wright (født 13. juni 1805, død 5. juli 1868) var en finlandssvensk maler og ornitolog, som var særligt kendt for sine illustrationer af fugle. Han malede også landskabsmalerier.

## Biografi
Von Wright blev født den 13. juni 1805 i Haminalahti (svensk: Haminanlax). Hans forfædre var skotske købmænd, som bosatte sig i Narva i løbet af 1600-tallet. Hans far var en pensioneret major, som ejede et stort gods. Han var den ældste i en søskendeflok på ni. Hans brødre Wilhelm og Ferdinand blev senere også berømte malere.
Det var på gymnasiet i Turku (svensk: Åbo), at von Wright udviklede sin interesse for fugle. Han blev medlem af Carl Reinhold Sahlbergs Societas pro Fauna et Flora Fennica, selvom han ikke gik på universitetet. Han studerede på Kungliga Akademien för de fria konsterna i Stockholm i perioden 1823-25, men fik samtidig privatundervisning af Carl Johan Fahlcrantz. Han fik også tilladelse til at studere Kungliga Vetenskapsakademiens ornitologiske samling. Von Wrights professionelle virke tog for alvor fart, da han i 1820’erne blev bedt om at illustrere Carl Axel Gottlunds bogserie Otava.
Efter sit arbejde på Otava blev von Wright hyret som illustrator til storværket Svenska fåglar, der blev sponsoreret af grev Nils Bonde. Projektet blev assisteret af hans bror Wilhelm. Von Wright vendte herefter tilbage til Finland, hvor han fik arbejde som kartograf for landmålingskontoret. Han var i perioden 1845-49 ansat som konservator på Zoologisk Museum i Helsinki, og fra 1849 til 1868 underviste han i tegning ved Helsinki Universitet. I 1857 rejste han til Düsseldorf, hvor han malede en række stilleben. To år senere udgav han sit eget bogværk om finske fugle. Han var også med til at rekonstruere de botaniske og zoologiske samlinger, der var gået tabt i storbranden i Turku. Han døde den 5. juli 1868 i Helsinki.